# بوسو الأكبر
بوسو الأكبر (ح.800 - 855) هو مؤسس سلالة بوسونيد العريقة؛ سميت بذلك لأن معظم أفرادها اسمهم بوسو، وبذلك يعتبر
أسرة بوسونيد أول أسرة بورغندي، هو مارغريف تورينو وكونت فالوا.
تزوج بوسو من امرأة غير معروفة، ولكن البعض يعتقد اسمها إنجلترود؛ انجبت له بوسو أصبح كونت فالوا، وهوكبيرت كان كونت بورغندي ورئيس دير القديس موريس وأيضا هو جد هيو ملك إيطاليا، وربما ريتشارديس هي زوجة بيفين من غورز، كونت آردين هما والدا بوسو من بروفانس، وأيضا أنجبت له تيوترغا زوجة لوثر الثاني ملك لوثارينجيا.